# Artere helicine ale penisului
Arterele helicine ale penisului sunt arterele penisului. Se găsesc în corpul cavernos al penisului. 
Sunt implicate în procesul de erecție. 

## Anatomie
La intrarea în structura cavernoasă din artera profundă a penisului arterele se împart în ramuri, care sunt susținute și închise de trabecule . Unele dintre aceste artere se termină într-o rețea capilară, ale cărei ramuri se deschid direct în spațiile cavernoase; alții își asumă un aspect asemănător cu tendrilele și formează vase complicate și oarecum dilatate, care au fost denumite de Rosenmüller „arterele helicinei”.

## Semnificația clinică
Aceste artere au două caracteristici unice: o pernă intimă și supape. Stimularea simpatică menține o stare contractilă tonică a pernei intime, mușchiul neted aflat în centrul arterei. Acest lucru menține artera înfășurată și are loc un flux mic de sânge, în schimb direcționarea către șunturi arteriovenoase către vena dorsală profundă . Stimularea parasimpatică elimină starea tonică și permite vasodilatarea pernei intime. Sângele acum se acumulează în corpurile cavernose, rezultând erecția. Supapele împiedică refluxul în traseul acum sinuos prin cavernos.
Acest răspuns de relaxare parasimpatică este mediat de o eliberare de oxid nitric (NO). NU se leagă de enzima guanilat ciclază, ceea ce duce la creșterea nivelului de guanozin monofosfat ciclic (cGMP). La rândul său, cGMP declanșează relaxarea mușchiului neted și duce la dilatarea vaselor de sânge. Acest semnal se termină atunci când cGMP este descompus de enzima cGMP specifică fosfodiesterază tip 5 (PDE5), enzima vizată de sildenafil și alte medicamente care tratează disfuncția erectilă. Prin împiedicarea PDE5 de a descompune cGMP, efectele NO sunt amplificate și se produce vasodilatație, rezultând astfel o erecție crescută a penisului .